# Layla Moran

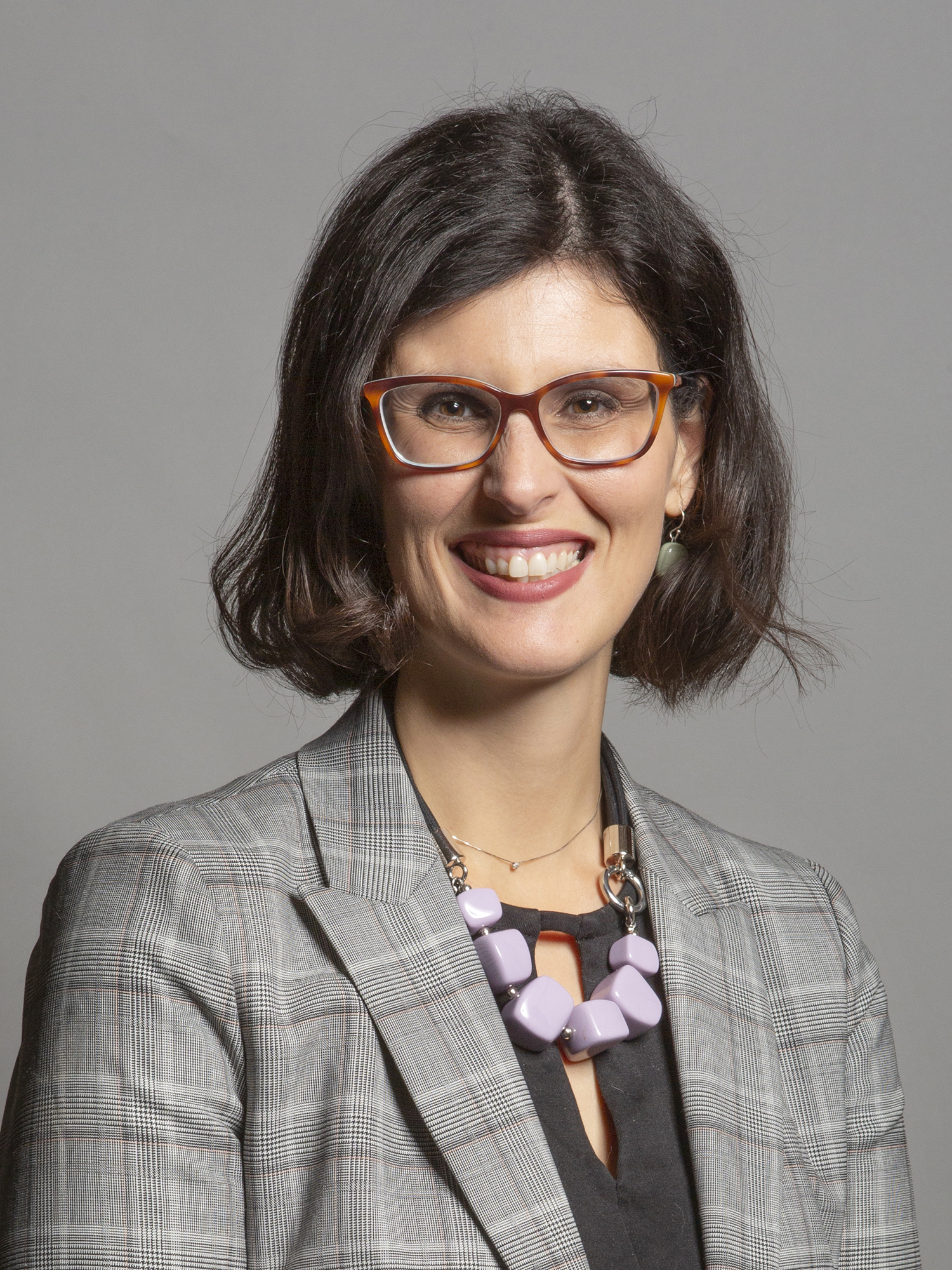
Layla Moran (2019)

Layla Michelle Moran (* 12. September 1982 in London) ist eine britische Politikerin, die für die Liberal Democrats Mitglied des britischen Unterhauses ist.

## Leben
Moran ist christlich-palästinensischer Abstammung und studierte am Imperial College London, am University College London sowie an der Brunel University Physik und vergleichende Bildungswissenschaften.
Seit der britischen Unterhauswahl 2017 vertritt Moran den Wahlkreis Oxford West and Abingdon im House of Commons und ist damit die erste britische Parlamentsabgeordnete palästinensischer Abstammung. Sie bewirbt sich um den Parteivorsitz der Liberal Democrats.
Moran lebt offen pansexuell.